# Mas Carbonells (Avià)
Mas Carbonells és una masia del municipi d'Avià inclosa en l'Inventari del Patrimoni Arquitectònic de Catalunya.

## Descripció
Masia de tres crugies orientada cap a migdia i de planta regular. Està estructurada en planta baixa i dos pisos superiors, i la coberta és a dues aigües amb teula àrab. A l'esquerra té un cos annex, parcialment cobert a un vessant amb teula àrab. El parament del cos principal és a base de grans carreus de pedra units amb morter i després arrebossat, perdut parcialment a causa del temps. El parament coincideix amb el del cos annex però no amb la coberta, realçada amb maó, possiblement fruit d'un segon moment constructiu.
Retornant a la construcció principal, cal destacar la simetria donada per les obertures. N'hi ha tres a cada planta alineades amb les de la resta de pisos. A més, totes tenen els marcs pintats de blanc i, exceptuant l'entrada que és un arc escarser de maó, són totes de petites dimensions i allindanades.